# Femmes de la maison de Savoie
L'article femmes de la maison de Savoie présente, par ordre chronologique de naissance, les principales personnalités féminines ayant appartenu à la maison de Savoie, par naissance ou par mariage.
La position de la maison de Savoie sur l'échiquier européen permet à certaines princesses d'être mariées à des monarques ou futurs monarques. Ainsi, Berthe de Turin (1051-1087) devient impératrice du Saint-Empire et Jeanne de Savoie (1306-1360) impératrice byzantine de 1326 à 1341, puis régente de 1341 à 1347. Plusieurs sont également reines comme Adélaïde de Savoie (vers 1092-1154), reine des Francs ou Mathilde de Savoie (1126-1158), première reine du Portugal.
La comtesse de Provence, Béatrice de Savoie (1198-1267), quant à elle, est mère de quatre futures reines : Marguerite (1221-1295), reine de France ; Éléonore (1223-1291), reine d'Angleterre ; Sancie (1228-1261), comtesse de Cornouailles puis reine des Romains et Béatrice (1231-1267), héritière de la Provence et de Forcalquier, devient pour quelques mois reine de Sicile,.

## Nobles auIXesiècle
| Nom (dates) | Conjoint(s)             | Titres               | Éléments biographiques |
| --- | ----------------------- | -------------------- | --- |
| Auxiliende ou Ancilie (ou Ancilia, Ancilla, Auxilia) (? — après le 22 octobre 1030) Probablement Ancilie d'Aoste. | - Humbert Ier de Savoie | - Comtesse de Savoie | Elle pourrait être membre de l'une des familles suivantes : - Anselmides qui possèdent des terres en Valais et en vallée d'Aoste, hypothèse la plus probable pour les travaux récents de Laurent Ripart ou François Demotz. Surtout que les Humbertiens hériteront des terres de cette famille. Ancilie d'Aoste serait ainsi fille du vir illustris Anselme, recteur laïc de l’abbaye de Saint-Maurice d'Agaune et sœur d'Anselme évêque d'Aoste, ; - Famille de Lenzbourg, originaire de l'Argovie (château de Lenzbourg). Ancilie de Lenzbourg, fille de Arnold Von Schannis, maître de cérémonie de la maison de Bourgogne ; - Famille de Nyon, originaire du pays de Vaud. Ancilie de Nyon, fille d’Anselme de Nyon, notamment selon Georges de Manteyer (1867-1948) ; - Famille de Solignac, originaire du Velay, dont le prénom est caractéristique. Cette hypothèse est avancée par le chanoine et médiéviste Maurice Chaume (1888-1946),. |

## Nobles auXIesiècle
| Portrait | Nom (dates)                                                 | Conjoint(s) | Titres | Éléments biographiques                                                                                    |
| -------- | ----------------------------------------------------------- | --- | --- | --- |
|          | Adélaïde de Suse (v.1015-1091)                              | - Hermann IV de Souabe (mariage en 1034/1037) - Henri de Montferrat (mariage vers 1042) - Othon Ier de Savoie (mariage vers 1046) | - Margrave de Suze et de Turin (par héritage, 1034 / 1091) - Duchesse de Souabe (1034/1037-1038) - Marquise de Montferrat (1042-1044/1045) - Comtesse de Savoie (1046-1060) - Régente du comté de Savoie (1060-1091 ?) | - Princesse Arduinides, fille d'Oldéric-Manfred II d'Oriate et de Berthe de Toscane (en).                 |
|          | Adélaïde de Turin (v.1025-....)                             | - Guigues Ier d'Albon | - Comtesse d’Albon et de Grésivaudan | - Princesse humbertienne (?). Probablement la fille de Humbert Ier de Savoie et d'Ancilie.                |
|          | Jeanne de Genève (v. 1050-v. 1095)                          | - Amédée II de Savoie (mariage vers 1065)                                                                                         | - Comtesse de Savoie (1078-1080) | - Princesse de la maison de Genève. Fille de Gérold de Genève et de Gisèle de Bourgogne.                  |
|          | Berthe de Turin (1051-1087)                                 | - Henri IV du Saint-Empire (mariage en 1066)                                                                                      | - Reine de Germanie (1066-1087) - Duchesse de Bavière (1077-1087) - Impératrice du Saint-Empire (1084-1087) | - Princesse humbertienne. Fille d'Othon Ier de Savoie et d'Adélaïde de Suse.                              |
|          | Agnès de Poitiers (v.1052-1089)                             | - Ramire Ier d'Aragon (mariage en 1054) - Pierre Ier de Savoie (mariage en 1064)                                                  | - Reine d'Aragon (1054-1063) - Comtesse de Savoie (1064-1078) | - Princesse de la maison de Poitiers-Aquitaine. Fille de Guillaume VII d'Aquitaine et d'Emma de Chartres. |
|          | Adélaïde de Savoie (c. 1052-1079)                           | - Rodolphe de Rheinfelden (mariage vers 1067)                                                                                     | - Duchesse de Souabe (1067-1079) - Reine des Romains (1077-1079) | - Princesse humbertienne. Fille d'Othon Ier de Savoie et d'Adélaïde de Suse.                              |
|          | Agnès de Maurienne dite de Savoie                           | - Frédéric de Montbéliard(mariage vers 1080)                                                                                      | - Marquise de Suse (dot) - Comtesse de Lutzelbourg (1080-1091 ?) | - Princesse humbertienne. Fille de Pierre Ier de Savoie et d'Agnès de Poitiers.                           |
|          | Alix ou Alice de Maurienne dit de Savoie (ap. 1065-c. 1111) | - Boniface del Vasto, dit de Saluces(mariage vers 1099)                                                                           | - Margravine de Savone (vers 1099-1111) | - Princesse humbertienne. Fille de Pierre Ier de Savoie et d' Agnès de Poitiers.                          |
|          | Adélaïde de Maurienne dite de Savoie (c.1065-1116)          | - Manassès V de Coligny(mariage vers 1081)                                                                                        | - Dame de Coligny | - Princesse humbertienne. Fille d'Amédée II de Savoie et de Jeanne de Genève.                             |
|          | Auxilia de Maurienne dite de Savoie (ap.1067-....)          | - Humbert II de Beaujeu (mariage vers 1080)                                                                                       | - Dame de Beaujeu | - Princesse humbertienne. Fille d'Amédée II de Savoie et de Jeanne de Genève.                             |
|          | Gisèle de Bourgogne (v.1075-ap.1133)                        | - Humbert II de Savoie (mariage en 1090) - Rénier Ier de Montferrat (mariage vers 1003 ou 1105)                                   | - Comtesse de Savoie (1090-1103) - Régente du comté de Savoie (1003-1005 ?) - Marquise de Montferrat (1105-1133) | - Princesse de la maison d'Ivrée. Fille de Guillaume Ier de Bourgogne et d'Étiennette de Bourgogne.       |
|          | Adélaïde de Savoie (1100-1154)                              | - Louis VI le Gros (mariage en 1115) - Mathieu Ier de Montmorency (mariage en 1141)                                               | - Reine des Francs (1115-1137) - Dame de Montmorency (1141-1154) | - Princesse humbertienne. Fille d'Humbert II de Savoie et de Gisèle de Bourgogne.                         |

## Nobles auXIIesiècle
| Portrait | Nom (dates)                                      | Conjoint(s)                                                                               | Titres | Éléments biographiques                                                                                       |
| -------- | ------------------------------------------------ | ----------------------------------------------------------------------------------------- | --- | --- |
|          | Mahaut d'Albon (v.1100/1110-1145)                | - Amédée III de Savoie(mariage en 1123)                                                   | - Comtesse de Savoie (1123-1145)                                                                                              | - Princesse de la maison d'Albon. Fille de Guigues III d'Albon et de sa femme Mathilde.                      |
|          | Agnès de Maurienne dite de Savoie (1104-ap.1180) | - Archambaud VII de Bourbon(mariage en 1120)                                              | - Dame de Bourbon (1120-1171)                                                                                                 | - Princesse humbertienne. Fille d'Humbert II de Savoie et de Gisèle de Bourgogne.                            |
|          | Élise, Alix, Adélaïde, Elsa de Savoie(1123-?)    | - Humbert III de Beaujeu(mariage en 1140)                                                 | - Dame de Beaujeu, de Châteauneuf en Valromey, de Virieu le Grand et de Cordon en Bugey (1140-?)                              | - Princesse de la maison de Savoie. Fille d'Amédée III de Savoie et de Mahaut d'Albon.                       |
|          | Mathilde de Savoie (ca.1125-1158)                | - Alphonse Ier de Portugal (mariage en 1146)                                              | - Reine du Portugal (1146-1157)                                                                                               | - Princesse de la maison de Savoie. Fille d'Amédée III de Savoie et de Mahaut d'Albon.                       |
|          | Agnès de Savoie (1125-1172)                      | - Guillaume Ier de Genève                                                                 | - Héritière du comté de Genève (?-1172)                                                                                       | - Princesse de la maison de Savoie. Fille d'Amédée III de Savoie et de Mahaut d'Albon.                       |
|          | Juliane ou Julienne de Savoie (ap.1130-1157)     | -                                                                                         | - Abbesse de Saint-André-le-Haut de Vienne                                                                                    | - Princesse de la maison de Savoie. Fille d'Amédée III de Savoie et de Mahaut d'Albon.                       |
|          | Faidiva de Toulouse (v.1133-1154)                | - Humbert III de Savoie(mariage en 1151)                                                  | - Comtesse de Savoie (1151-1154)                                                                                              | - Princesse de la maison de Toulouse. Fille d'Alphonse Jourdain et de Faydide/Faydite d'Uzès.                |
|          | Gertrude de Flandre (....-v.1182)                | - Humbert III de Savoie (mariage vers 1155 ou 1157) - Hugues III d'Oisy (mariage en 1063) | - Comtesse de Savoie (1155/1157-1063) - Vicomtesse de Meaux (1063 / 1182)                                                     | - Princesse de la maison de Lorraine. Fille de Thierry d'Alsace et de Sibylle d'Anjou.                       |
|          | Clémence de Zähringen (....-v.1167-1173)         | - Henri XII de Bavière (mariage en 1147) - Humbert III de Savoie (mariage en 1164)        | - Duchesse de Saxe (1147-1162) - Duchesse de Bavière (1156-1162) - Comtesse de Savoie (1164-1167)                             | - Princesse de la maison de Zähringen. Fille de Conrad Ier de Zähringen et de Clémence de Luxembourg-Namur.  |
|          | Béatrice de Vienne (1160-1230)                   | - Humbert III de Savoie(mariage en 1177)                                                  | - Comtesse de Savoie (1177-1189)                                                                                              | - Princesse de la maison de Mâcon. Fille de Géraud Ier de Mâcon et de Maurette de Salins.                    |
|          | Sophie (Sofia) de Savoie (1165-1202)             | - Azzo VI d'Este                                                                          | - Marquise d’Este et de Ferrare                                                                                               | - Princesse de la maison de Savoie. Fille d'Humbert III de Savoie et de Clémence de Zähringen.               |
|          | Alix de Savoie (1166 † 1174)                     | - promise à Jean d'Angleterre, futur roi, mais morte avant la cérémonie.                  | - | - Princesse de la maison de Savoie. Fille d'Humbert III de Savoie et de Clémence de Zähringen.               |
|          | Éléonore de Savoie (1167-1204)                   | - Boniface de Montferrat (mariage vers 1197)                                              | - Marquise de Montferrat (1197-1204)                                                                                          | - Princesse de la maison de Savoie. Fille d'Humbert III de Savoie et de Clémence de Zähringen.               |
|          | Marguerite de Genève (1180-1252/1257)            | Thomas Ier de Savoie (mariage vers 1196)                                                  | Comtesse de Savoie (1196-1233)                                                                                                | Princesse de la maison de Genève. Fille de Guillaume Ier de Genève et de Marguerite-Béatrix (de Faucigny ?). |
|          | Anne de Bourgogne (après 1190-1242)              | - Amédée IV de Savoie (mariage en 1222)                                                   | - Comtesse de Savoie (1233-1242)                                                                                              | - Princesse de la maison capétienne de Bourgogne. Fille d'Hugues III de Bourgogne et de Béatrice d'Albon.    |
|          | Béatrice de Savoie (1198-1267)                   | - Raimond Bérenger IV de Provence (mariage en 1219)                                       | - Comtesse de Provence (1219-1245)                                                                                            | - Princesse de la maison de Savoie. Fille de Thomas Ier de Savoie et de Marguerite de Genève.                |
|          | Jeanne de Contantinople (1200/1244)              | - Ferrand de Portugal (mariage en 1212) - Thomas II de Piémont (mariage en 1237)          | - Comtesse de Flandre et de Hainaut (par héritage, 1205-1244) - Infante de Portugal (1212-1233) - Dame de Piémont (1237-1244) | - Princesse de la maison de Flandre. Fille de Baudouin VI de Hainaut et de Marie de Champagne.               |

## Nobles auXIIIesiècle
| Portrait | Nom (dates)                                 | Conjoint(s) | Titres | Éléments biographiques                                                                                                  |
| -------- | ------------------------------------------- | --- | --- | --- |
|          | Alix de Méranie (1209-1279)                 | - Hugues de Châlon (mariage en 1236) - Philippe Ier de Savoie (mariage en 1267)                                               | - Comtesse de Bourgogne (1248-1279) - Comtesse de Savoie (1268-1279)                                                                                   | - Princesse de la maison d'Ivrée. Fille du d'Othon II de Bourgogne et de Béatrice II de Bourgogne.                      |
|          | Agnès de Faucigny (1209-1268)               | - Pierre II de Savoie (mariage en 1234)                                                                                       | - Baronne de Faucigny (par héritage, 1253-1268) - Comtesse de Savoie (1263-1268)                                                                       | - Princesse de la maison de Faucigny. Fille d'Aymon II de Faucigny et de mère inconnue.                                 |
|          | Marguerite de Savoie (1212-1273)            | Hartmann IV de Kybourg (mariage vers 1218)                                                                                    | - Comtesse de Kybourg (1218-1264) | Princesse de la maison de Savoie. Fille de Thomas Ier de Savoie et de Marguerite de Genève.                             |
|          | Béatrice de Savoie (v.1216-1258)            | - Manfred III de Saluces (mariage en 1233) - Manfred Ier de Sicile (mariage en 1247)                                          | - Marquise de Saluces (1233-1244) - Princesse de Tarente (1247-1258) - Reine de Sicile (1258) ?                                                        | - Princesse de la maison de Savoie. Fille d'Amédée IV de Savoie et d'Anne de Bourgogne.                                 |
|          | Béatrice Fieschi (vers 1225-1283)           | - Thomas II de Piémont (mariage vers 1251)                                                                                    | - Dame du Bourget (1245-1283) - Dame de Piémont (1251-1259)                                                                                            | - Princesse de la Famille Fieschi. Fille de Théodore III Fieschi et de Simona de Volta.                                 |
|          | Cécile des Baux (1230-1275)                 | - Amédée IV de Savoie(mariage en 1244)                                                                                        | - Comtesse de Savoie (1244-1253) - Régente du comté de Savoie (1253-1259)                                                                              | - Princesse de la maison des Baux. Fille de Barral Ier des Baux et de Sybille d'Anduze.                                 |
|          | Béatrice de Faucigny (1234-1310)            | - Guigues VII de Viennois (mariage en 1253) - Gaston VII de Béarn (mariage en 1273)                                           | - Baronne de Faucigny (par héritage, 1268-1296) - Dauphine de Viennois (1253-1269) - Régente du Dauphiné (1269-1282) - Vicomtesse de Béarn (1273-1290) | - Princesse des maisons de Savoie et de Faucigny, fille de Pierre II de Savoie et d'Agnès de Faucigny.                  |
|          | Béatrice de Savoie (1250-1292)              | - Pierre de Chalon (mariage en 1268) - Manuel de Castille (mariage en 1274)                                                   | - Dame de Châtel-Belin (1268-1273) - Dame de Villena (1274-1283)                                                                                       | - Princesse de la maison de Savoie. Fille d'Amédée IV de Savoie et de Cécile des Baux.                                  |
|          | Jeanne de Montfort de Chambéon (1250-1300)  | - Guigues VI d’Albon (mariage en 1270) - Louis Ier de Vaud (mariage en 1278)                                                  | - Comtesse de Forez (1270-1278) - Régente du comté de Forez (1278-1290) - Baronne de Vaud (1278-1300)                                                  | - Princesse de la maison de Montfort-l'Amaury. Fille de Philippe II de Montfort-Castres et de Jeanne de Lévis-Mirepoix. |
|          | Alice de Piémont (1252-1277)                | | | - Princesse de la maison de Savoie. Fille de Thomas II de Piémont et de Béatrice Fieschi.                               |
|          | Sibylle de Baugé (1255-1294)                | - Amédée V de Savoie(mariage en 1272)                                                                                         | - Dame de Bresse (par dot) - Comtesse de Savoie (1285-1294)                                                                                            | - Princesse de la maison de Baugé. Fille de Guy II de Baugé et de Dauphine de Lavieu.                                   |
|          | Isabelle de Villehardouin (1263-1312)       | - Philippe d'Anjou (mariage en 1271) - Florent de Hainaut (mariage en 1289) - Philippe Ier de Savoie-Achaïe (mariage en 1301) | - Princesse d'Achaïe (par héritage, 1289-1307) - Dame de Piémont (1301-1312)                                                                           | - Princesse de la maison de Villehardouin. Fille de Guillaume II de Villehardouin et d'Anna Komnene Doukain.            |
|          | Bonne de Savoie (v.1275-1294/1300)          | - Jean Ier de Viennois (mariage en 1280) - Hugues de Bourgogne (mariage vers 1282)                                            | - Dauphine de Viennois (1280-1282) - Dame de Montbozon (1282-1300)                                                                                     | - Princesse de la maison de Savoie. Fille d'Amédée V de Savoie et de Sibylle de Baugé.                                  |
|          | Marie de Brabant (c. 1278-c. 1338)          | - Amédée V de Savoie(mariage en 1297)                                                                                         | - Comtesse de Savoie (1297-1323) | - Princesse de la maison de Brabant. Fille de Jean Ier de Brabant et de Marguerite de Dampierre.                        |
|          | Éléonore ou Aliénor de Savoie (v.1279-1324) | - Guillaume Ier de Châlon (mariage en 1292) - Dreux IV de Mello (mariage en 1305) - Jean Ier de Forez (mariage en 1311)       | - Comtesse d'Auxerre (1292-1304) - Dame de Sainte-Hermine (1305-1311) - Comtesse de Forez (1311-1324)                                                  | - Princesse de la maison de Savoie. Fille d'Amédée V de Savoie et de Sibylle de Baugé.                                  |
|          | Marguerite de Savoie (c.1280-1359)          | - Jean Ier de Montferrat (mariage en 1296)                                                                                    | - Marquise de Montferrat (1296-1305) | - Princesse de la maison de Savoie. Fille d'Amédée V de Savoie et de Sibylle de Baugé.                                  |
|          | Agnès de Savoie (1286-1322)                 | - Guillaume III de Genève(mariage en 1297)                                                                                    | - Comtesse de Genève (1297-1322) | - Princesse de la maison de Savoie. Fille d'Amédée V de Savoie et de Sibylle de Baugé.                                  |
|          | Blanche de Bourgogne (1288-1348)            | - Édouard de Savoie(mariage en 1307)                                                                                          | - Comtesse de Savoie (1323-1329) | - Princesse de la maison capétienne de Bourgogne. Fille de Robert II de Bourgogne et d'Agnès de France.                 |
|          | Catherine de la Tour du Pin (1290-1337)     | - Philippe Ier de Savoie-Achaïe (mariage en 1312)                                                                             | - Dame de Piémont (1312-1334) | - Princesse de la Famille de la Tour du Pin. Fille d'Humbert de la Tour du Pin et d'Anne de Bourgogne.                  |
|          | Catherine de Savoie (c.1296/1304-1336)      | - Léopold Ier d’Autriche (mariage en 1315)                                                                                    | - Duchesse d’Autriche et de Styrie (1315-1326) | - Princesse de la maison de Savoie. Fille d'Amédée V de Savoie et de Marie de Brabant.                                  |

## Nobles auXIVesiècle
| Portrait | Nom (dates)                           | Conjoint(s)                                                                         | Titres                                                                         | Éléments biographiques                                                                                           | Armoiries |
| -------- | ------------------------------------- | ----------------------------------------------------------------------------------- | ------------------------------------------------------------------------------ | --- | --------- |
|          | Jeanne de Savoie (v. 1306-1360)       | - Andronic III Paléologue(mariage en 1326)                                          | - Impératrice byzantine (1328-1341)                                            | - Princesse de la maison de Savoie. Fille d'Amédée V de Savoie et de Marie de Brabant.                           |           |
|          | Marie Catherine de Savoie(?-1334)     | - Hugues de La Tour du Pin (mariage en 1309)                                        | - Baronne de Faucigny (1309-1321)                                              | - Princesse de la maison de Savoie. Fille d'Amédée V de Savoie et de Marie de Brabant.                           |           |
|          | Jeanne de Savoie (v. 1310-1344)       | - Jean III de Bretagne(mariage en 1330)                                             | - Duchesse de Bretagne (1330-1341)                                             | - Princesse de la maison de Savoie. Fille d'Édouard de Savoie et de Blanche de Bourgogne.                        |           |
|          | Béatrice de Savoie (1310-1331)        | - Henri de Goritz (mariage en 1328)                                                 | - Duchesse de Carinthie, margravine de Carniole, comtesse de Tyrol (1328-1331) | - Princesse de la maison de Savoie. Fille d'Amédée V de Savoie et de Marie de Brabant.                           |           |
|          | Yolande de Montferrat (v. 1318-1342)  | - Aymon de Savoie(mariage en 1330)                                                  | - Comtesse de Savoie (1330-1342)                                               | - Princesse de la maison Paléologue. Fille de Théodore Ier de Montferrat et d'Argentina Spinola.                 |           |
|          | Blanche de Savoie (v. 1336-1387)      | - Galéas II Visconti(mariage en 1350)                                               | - Dame de Milan (1354-1378)                                                    | - Princesse de la maison de Savoie. Fille d'Aymon de Savoie et de Yolande de Montferrat.                         |           |
|          | Bonne de Bourbon (v. 1341-1403)       | - Amédée VI de Savoie(mariage en 1355)                                              | - Comtesse de Savoie (1355-1385) - Régente du comté de Savoie (1385-1393)      | - Princesse de la maison capétienne de Bourbon. Fille de Pierre Ier de Bourbon et d'Isabelle de Valois.          |           |
|          | Bonne de Berry (1365-1435)            | - Amédée VII de Savoie (mariage en 1377) - Bernard VII d'Armagnac (mariage en 1393) | - Comtesse de Savoie (1383-1391) - Vicomtesse de Carlat (1410-1435)            | - Princesse de la maison capétienne de Valois. Fille de Jean Ier de Berry et de Jeanne d'Armagnac.               |           |
|          | Marguerite de Savoie (1382/1390-1464) | - Théodore II Paléologue (mariage en 1403)                                          | - Marquise de Montferrat (1403-1418) - Bienheureuse (1671)                     | - Princesse de la maison de Savoie-Achaïe. Fille d'Amédée de Savoie-Achaïe et de Catherine de Genève.            |           |
|          | Marie de Bourgogne (1386-1422)        | - Amédée VIII de Savoie(mariage en 1377)                                            | - Comtesse puis duchesse de Savoie (1393-1422)                                 | - Princesse de la maison de Valois-Bourgogne. Fille de Philippe II de Bourgogne et de Marguerite III de Flandre. |           |
|          | Bonne de Savoie (1388-1432)           | - Louis de Savoie-Achaïe (mariage en 1403)                                          | - Dame de Piémont (1403-1418)                                                  | - Princesse de la maison de Savoie. Fille d'Amédée VII de Savoie et de Bonne de Berry.                           |           |
|          | Mathilde de Savoie (1390-1438)        | - Louis III du Palatinat(mariage en 1417)                                           | - Électrice palatine, duchesse de Bavière (1417-1436)                          | - Princesse de la maison de Savoie-Achaïe. Fille d'Amédée de Savoie-Achaïe et de Catherine de Genève.            |           |
|          | Jeanne de Savoie (1392-1460)          | - Jean-Jacques Paléologue(mariage en 1412)                                          | - Marquise de Montferrat (1418-1445)                                           | - Princesse de la maison de Savoie. Fille d'Amédée VII de Savoie et de Bonne de Berry.                           |           |

## Nobles auXVesiècle
En 1416, le comté de Savoie est érigé en duché.
| Portrait | Nom (dates)                          | Conjoint(s) | Titres | Éléments biographiques                                                                                          | Armoiries |
| -------- | ------------------------------------ | --- | --- | --- | --------- |
|          | Marie de Savoie (1411-1469)          | - Philippe Marie Visconti (mariage en 1427) | - Duchesse de Milan (1427-1447) | - Princesse de la maison de Savoie. Fille d'Amédée VIII de Savoie et de Marie de Bourgogne.                     |           |
|          | Bonne de Savoie (1415-1430)          | - Fiancée à François de Bretagne, comte de Montfort | - | - Princesse de la maison de Savoie. Fille d'Amédée VIII de Savoie et de Marie de Bourgogne.                     |           |
|          | Anne de Lusignan (1418-1462)         | - Louis Ier de Savoie(mariage en 1433) | - Duchesse de Savoie (1440-1462) | - Princesse de la maison de Lusignan. Fille de Janus de Chypre et de Charlotte de Bourbon.                      |           |
|          | Marguerite de Savoie (1420-1479)     | - Louis III d'Anjou (mariage en 1431) - Louis IV du Palatinat (mariage en 1445) - Ulrich V de Wurtemberg (mariage en 1453)                              | - Reine de Naples et de Jérusalem, duchesse d'Anjou, comtesse du Maine, de Provence et de Guise (1431-1434) - Duchesse de Calabre (1432-1434) - Électrice palatine (1444-1449) - Comtesse de Wurtemberg (1453-1479) | - Princesse de la maison de Savoie. Fille d'Amédée VIII de Savoie et de Marie de Bourgogne.                     |           |
|          | Yolande de France (1434-1478)        | - Amédée IX de Savoie (mariage en 1452) | - Princesse de Piémont (1452-1465) - Duchesse de Savoie (1465-1472) - Régente du duché de Savoie (1472-1478) | - Princesse de la maison capétienne de Valois. Fille de Charles VII de France et de Marie d'Anjou.              |           |
|          | Marguerite de Bourbon (1438-1483)    | - Philippe II de Savoie (mariage en 1472) | - Comtesse de Bresse (1472-1483) | - Princesse de la maison de Bourbon. Fille de Charles Ier de Bourbon et d'Agnès de Bourgogne.                   |           |
|          | Marguerite de Savoie (1439-1483)     | - Jean IV de Montferrat (mariage en 1458) - Pierre II de Luxembourg-Saint-Pol (mariage en 1466)                                                         | - Marquise de Montferrat (1458-1464) - Comtesse de Saint-Pol (1475-1482) | - Princesse de la maison de Savoie. Fille de Louis Ier de Savoie et d'Anne de Lusignan                          |           |
|          | Charlotte de Savoie (1440-1483)      | - Louis XI de France (mariage en 1451) | - Dauphine de France (1451-1461) - Reine de France (1461-1483) | - Princesse de la maison de Savoie. Fille de Louis Ier de Savoie et d'Anne de Lusignan.                         |           |
|          | Charlotte de Lusignan (1444-1487)    | - Jean de Portugal (mariage en 1456) - Louis de Genève (mariage en 1459)                                                                                | - Infante de Portugal (1456-1457) - Reine de Chypre (par héritage, 1458-1460) - Comtesse de Genève (1459-1460) | - Princesse de la maison de Lusignan. Fille de Jean II de Chypre et d'Hélène Paléologue.                        |           |
|          | Agnès de Savoie (1445-1508)          | - François Ier d'Orléans-Longueville (mariage en 1466)                                                                                                  | - Comtesse de Longueville et de Dunois (1468-1491) - Comtesse de Tancarville (1488-1491) | - Princesse de la maison de Savoie. Fille de Louis Ier de Savoie et d'Anne de Lusignan.                         |           |
|          | Marie de Savoie (1448-1475)          | - Louis de Luxembourg-Saint-Pol (mariage en 1466) | - Comtesse de Saint-Pol (1466-1475) | - Princesse de la maison de Savoie. Fille de Louis Ier de Savoie et d'Anne de Lusignan.                         |           |
|          | Bonne de Savoie (1449-1503)          | - François Sforza (mariage en 1468) | - Duchesse de Milan (1468-1476) - Régente du duché de Milan (1476-1479) | - Princesse de la maison de Savoie. Fille de Louis Ier de Savoie et d'Anne de Lusignan.                         |           |
|          | Claudine de Brosse (1450-1513)       | - Philippe II de Savoie (mariage en 1485) | - Duchesse de Savoie (1496-1497) | - Princesse de la maison de Penthièvre. Fille de Jean II de Brosse et de Nicole de Châtillon.                   |           |
|          | Anne de Savoie (1455-1480)           | - Frédéric Ier de Naples (mariage en 1478) | - Princesse de Squillace (1478-1480) | - Princesse de la maison de Savoie. Fille d'Amédée IX de Savoie et de Yolande de France.                        |           |
|          | Louise de Savoie (1462-1503)         | - Hugues III de Chalon-Arlay (mariage en 1479) | - Dame de Nozeroy (1479-1490) - Bienheureuse (1839) | - Princesse de la maison de Savoie. Fille d'Amédée IX de Savoie et de Yolande de France.                        |           |
|          | Marie de Savoie (1463-1513)          | - Philippe de Hochberg (mariage en 1476) - Jacques d'Assay                                                                                              | - Margravine de Bade-Sausenberg et comtesse de Neuchâtel (1476-1503) - Dame du Plessis | - Princesse de la maison de Savoie. Fille d'Amédée IX de Savoie et de Yolande de France.                        |           |
|          | Louise de Savoie (1467-1530)         | - Jacques-Louis de Savoie (mariage en 1483) - François de Luxembourg (mariage en 1487)                                                                  | - Marquise de Baugé (par héritage, 1491-1530) - Marquise de Gex (1483-1485) - Vicomtesse de Martigues (1487-1511) | - Princesse de la maison de Savoie. Fille de Janus de Savoie et d'Hélène de Luxembourg.                         |           |
|          | Blanche de Montferrat (1472-1519)    | - Charles Ier de Savoie (mariage en 1485) | - Duchesse de Savoie (1485-1490) - Régente du duché de Savoie (1490-1496) | - Princesse de la maison Paléologue. Fille de Guillaume VIII de Montferrat et d'Élisabeth Sforza (it).          |           |
|          | Marie de Luxembourg (1472-1547)      | - Jacques de Savoie (mariage en 1484) - François de Bourbon-Vendôme (mariage en 1487)                                                                   | - Comtesse de Soissons et de Saint-Pol (par héritage, 1482-1547) - Comtesse de Romont (1484-1486) - Comtesse de Vendôme (1487-1495) | - Princesse de la maison de Luxembourg. Fille de Pierre II de Luxembourg-Saint-Pol et de Marguerite de Savoie.  |           |
|          | Antoinette de Savoie (?-1500)        | - Jean II de Monaco (mariage en 1486) | - Dame de Monaco (1494-1500) | - Princesse de la maison de Savoie. Fille légitimée de Philippe II de Savoie et de Libera Portoneri.            |           |
|          | Louise de Savoie (1476-1531)         | - Charles d'Orléans (mariage en 1488) | - Comtesse puis duchesse d'Angoulême (1488-1496 puis par apanage 1515-1531) - Duchesse d'Anjou et comtesse du Maine (par apanage, 1515-1531) - Régente de France (1515-1516 puis 1524-1526) - Duchesse de Bourbon et d'Auvergne, comtesse de Forez, de Clermont et de la Marche, dame de Beaujeu (par apanage, 1522-1531) | - Princesse de la maison de Savoie. Fille de Philippe II de Savoie et de Marguerite de Bourbon.                 |           |
|          | Marguerite d'Autriche (1480-1530)    | - Fiancée au dauphin puis roi de France Charles VIII (fiançailles en 1483) - Jean d'Aragon (mariage en 1497) - Philibert II de Savoie (mariage en 1501) | - Princesse des Asturies et de Gérone, duchesse de Montblanc (1497) - Duchesse de Savoie (1501-1504) - Gouverneure des Pays-Bas (1507-1530) | - Princesse de la maison de Habsbourg. Fille de Maximilien Ier du Saint-Empire et de Marie de Bourgogne.        |           |
|          | Yolande-Louise de Savoie (1487-1499) | - Philibert II de Savoie (mariage en 1496) | - Princesse de Piémont (1496) - Duchesse de Savoie (1497-1499) | - Princesse de la maison de Savoie. Fille de Charles Ier de Savoie et de Blanche de Montferrat.                 |           |
|          | Anne Lascaris (1487-1554)            | - Louis de Clermont-Lodève (mariage en 1498) - René de Savoie (mariage en 1501)                                                                         | - Comtesse de Tende (par héritage, 1509-1525) - Comtesse de Villars (1501-1525) | - Princesse de la famille Lascaris de Vintimille. Fille de Jean-Antoine II de Lascaris et d'Ysabeau d'Anglure,. |           |
|          | Philiberte de Savoie (1498-1524)     | - Julien de Médicis (mariage en 1515) | - Duchesse de Nemours (1515-1516) | - Princesse de la maison de Savoie. Fille de Philippe II de Savoie et de Claudine de Brosse.                    |           |

## Nobles auXVIesiècle
| Portrait | Nom (dates)                                  | Conjoint(s)                                                                              | Titres | Éléments biographiques                                                                                                 | Armoiries |
| -------- | -------------------------------------------- | ---------------------------------------------------------------------------------------- | --- | --- | --------- |
|          | Béatrice de Portugal (1504-1538)             | - Charles II de Savoie (mariage en 1521)                                                 | - Duchesse de Savoie (1521-1538) | - Princesse de la maison d'Aviz. Fille de Manuel Ier de Portugal et de Marie d'Aragon.                                 |           |
|          | Madeleine de Savoie (v.1510-1587)            | - Anne de Montmorency(mariage en 1526)                                                   | - Baronne (1531-1551), puis duchesse de Montmorency (1551-1567) - Première dame d'honneur de la reine Élisabeth d'Autriche (1570-1574)              | - Princesse de la maison de Savoie-Tende. Fille de René de Savoie et d'Anne Lascaris.                                  |           |
|          | Charlotte d'Orléans-Longueville (1512-1549)  | - Philippe de Savoie-Nemours (mariage en 1528)                                           | - Comtesse de Genève (1528-1533) - Duchesse de Nemours (1528-1533)                                                                                  | - Princesse de la maison d'Orléans-Longueville. Fille de Louis Ier d'Orléans-Longueville et de Jeanne de Hochberg.     |           |
|          | Marguerite de France (1523-1574)             | - Emmanuel-Philibert de Savoie (mariage en 1559)                                         | - Duchesse de Berry (par apanage, 1550-1574) - Duchesse de Savoie (1559-1574)                                                                       | - Princesse de la maison de Valois. Fille de François Ier de France et de Claude de France.                            |           |
|          | Anne d'Este (1531-1607)                      | - François de Guise (mariage en 1548) - Jacques de Savoie-Nemours (mariage en 1566)      | - Duchesse de Guise, princesse de Joinville, marquise de Mayenne et baronne de Lambesc (1550-1563) - Duchesse de Nemours et de Genevois (1566-1585) | - Princesse de la maison d'Este. Fille d'Hercule II d'Este et de Renée de France.                                      |           |
|          | Jeanne de Savoie-Nemours (1532-1568)         | - Nicolas de Mercoeur (mariage en 1555)                                                  | - Comtesse de Vaudémont (1555-1568) - Dame de Mercoeur (1555-1568)                                                                                  | - Princesse de la maison de Savoie-Nemours. Fille de Philippe de Savoie-Nemours et de Charlotte d'Orléans-Longueville. |           |
|          | Renée de Savoie-Tende (vers 1534/1539-1587)  | - Jacques Ier d'Urfé (mariage en 1554)                                                   | - Comtesse de Tende (par héritage, 1572-1575) - Dame d'Urfé (1554-1574) - Marquise de Bagé (par compensation d'héritage, 1575-1587)                 | - Princesse de la maison de Savoie-Tende. Fille de Claude de Savoie et de Marie de Chabannes.                          |           |
|          | Henriette de Savoie-Villars (vers 1541-1611) | - Melchior de Lettes-Desprez (mariage en 1560/68) - Charles de Mayenne (mariage en 1576) | - Dame de Montpezat (1560/68-1572) - Duchesse de Mayenne (1576-1611) - Comtesse de Tende (par héritage, 1580-1581)                                  | - Princesse de la maison de Savoie-Villars. Fille d'Honorat II de Savoie et de Jeanne-Françoise de Grailly-Foix.       |           |
|          | Catherine-Michelle d'Autriche (1567-1597)    | - Charles-Emmanuel Ier de Savoie (mariage en 1585)                                       | - Infante d'Espagne (1567-1585) - Duchesse de Savoie (1585-1597)                                                                                    | - Princesse de la maison de Habsbourg. Fille de Philippe II d'Espagne et d'Elisabeth de France.                        |           |
|          | Marguerite de Savoie (1589-1655)             | - François IV de Mantoue (mariage en 1608)                                               | - Duchesse de Mantoue et de Montferrat (1612) - Vice-reine du Portugal (1635-1640)                                                                  | - Princesse de la maison de Savoie. Fille de Charles-Emmanuel de Savoie et de Catherine-Michelle d'Autriche.           |           |
|          | Isabelle de Savoie (1591-1626)               | - Alphonse III d'Este (mariage en 1608)                                                  | - Princesse héritière du duché de Modène (1608-1626)                                                                                                | - Princesse de la maison de Savoie. Fille de Charles-Emmanuel de Savoie et de Catherine-Michelle d'Autriche.           |           |

## Nobles auXVIIesiècle
| Portrait | Nom (dates)                                             | Conjoint(s)                                                                           | Titres | Éléments biographiques | Armoiries |
| -------- | ------------------------------------------------------- | ------------------------------------------------------------------------------------- | --- | --- | --------- |
|          | Anne d'Aumale (1600-1638)                               | - Henri Ier de Savoie-Nemours (mariage en 1618)                                       | - Duchesse d'Aumale (par héritage, 1618-1638) - Duchesse de Nemours et de Genevois (1618-1632) | - Princesse de la maison de Guise. Fille de Charles Ier d'Aumale et de Marie d'Elbeuf.                                           |           |
|          | Christine de France (1606-1663)                         | - Victor-Amédée Ier de Savoie (mariage en 1619)                                       | - Princesse de Piémont (1619-1630) - Duchesse de Savoie (1630-1637) - Régente du duché de Savoie (1637-1648) | - Princesse de la maison de Bourbon. Fille d'Henri IV de France et de Marie de Médicis.                                          |           |
|          | Marie de Bourbon (1606-1692)                            | - Thomas-François de Savoie-Carignan (mariage en 1625)                                | - Princesse de Carignan (1625-1656) - Comtesse de Soissons et de Dreux (par héritage, 1641-1692) | - Princesse de la maison de Condé. Fille de Charles de Bourbon-Soissons et d'Anne de Montafié.                                   |           |
|          | Élisabeth de Bourbon (1614-1664)                        | - Charles-Amédée de Savoie-Nemours (mariage en 1643)                                  | - Duchesse de Nemours, de Genevois et d'Aumale (1643-1652) | - Princesse de la maison de Bourbon-Vendôme. Fille de César de Vendôme et de Françoise de Lorraine.                              |           |
|          | Marie d'Orléans-Longueville (1625-1707)                 | - Henri II de Savoie-Nemours (mariage en 1657)                                        | - Duchesse de Nemours, de Genevois et d'Aumale (1657-1659) - Comtesse de Dreux (de plein droit, 1676-1707) - Régente de Neuchâtel (1679-1682) - Comtesse de Saint-Pol (par héritage, 1694-1705) - Duchesse d'Estouteville, comtesse de Tancarville, comtesse de Dunois (par héritage, 1694-1707) - Princesse de Neuchâtel (par héritage, 1696-1707) | - Princesse de la maison d'Orléans-Longueville. Fille d'Henri II d'Orléans-Longueville et de Louise de Bourbon.                  |           |
|          | Louise-Christine de Savoie-Carignan (1627-1689)         | - Ferdinand Maximilien de Bade-Bade (mariage en 1653)                                 | - Margravine de Bade-Bade (1653-1669) | - Princesse de la maison de Savoie-Carignan. Fille de Thomas-François de Savoie-Carignan et de Marie de Bourbon.                 |           |
|          | Louise-Christine de Savoie (1629-1692)                  | - Maurice de Savoie (mariage en 1642)                                                 | - Princesse d'Oneille (1642-1692) | - Princesse de la maison de Savoie. Fille de Victor-Amédée Ier de Savoie et de Christine de France.                              |           |
|          | Marguerite-Yolande de Savoie (1635-1663)                | - Ranuce II Farnèse (mariage en 1660)                                                 | - Duchesse de Parme et Plaisance (1660-1663) | - Princesse de la maison de Savoie. Fille de Victor-Amédée Ier de Savoie et de Christine de France.                              |           |
|          | Henriette-Adélaïde de Savoie (1636-1676)                | - Ferdinand-Marie de Bavière (mariage en 1652)                                        | - Électrice de Bavière (1652-1676) | - Princesse de la maison de Savoie. Fille de Victor-Amédée Ier de Savoie et de Christine de France.                              |           |
|          | Olympe Mancini (1638-1708)                              | - Eugène-Maurice de Savoie-Carignan (mariage en 1657)                                 | - Comtesse de Soissons et de Dreux (1657-1673) - Surintendante de la Maison de la Reine (1661-1679) - Duchesse de Carignan (1662-1673) | - Princesse de la Famille Mancini. Fille de Michel Mancini et de Geronima Mazzarini.                                             |           |
|          | Marie-Jeanne-Baptiste de Savoie-Nemours (1644-1724)     | - Charles-Emmanuel II de Savoie (mariage en 1665)                                     | - Duchesse de Genève (par héritage, 1659-1724) - Duchesse d'Aumale (par héritage, 1659-1686) - Duchesse de Savoie (1665-1675) - Régente du duché de Savoie (1675-1680) | - Princesse de la maison de Savoie-Nemours. Fille de Charles-Amédée de Savoie-Nemours et d'Elisabeth de Bourbon.                 |           |
|          | Marie-Françoise-Élisabeth de Savoie-Nemours (1646-1683) | - Alphonse VI de Portugal (mariage en 1666) - Pierre II de Portugal (mariage en 1668) | - Reine de Portugal (1666-1668 puis 1683) - Duchesse de Bragance (1668-1683) | - Princesse de la maison de Savoie-Nemours. Fille de Charles-Amédée de Savoie-Nemours et d'Elisabeth de Bourbon.                 |           |
|          | Françoise-Madeleine d'Orléans (1648-1664)               | - Charles-Emmanuel II de Savoie (mariage en 1663)                                     | - Duchesse de Savoie (1663-1664) | - Princesse de la maison d'Orléans. Fille de Gaston de France et de Marguerite de Lorraine.                                      |           |
|          | Angélique-Catherine d'Este (1656-1722)                  | - Emmanuel-Philibert de Savoie-Carignan (mariage en 1684)                             | - Princesse de Carignan (1684-1709) | - Princesse de la maison d'Este. Fille de Borso d'Este et d'Hyppolita d'Este.                                                    |           |
|          | Marie-Jeanne de Savoie-Carignan (1665-1705)             |                                                                                       | | - Princesse de la maison de Savoie-Carignan. Fille d'Eugène-Maurice de Savoie et d'Olympe Mancini.                               |           |
|          | Anne-Marie d'Orléans (1669-1728)                        | - Victor-Amédée II de Savoie (mariage en 1684)                                        | - Duchesse de Savoie (1684-1728) - Reine de Sicile (1713-1720) - Reine de Sardaigne (1720-1728) | - Princesse de la maison d'Orléans. Fille de Philippe d'Orléans et d'Henriette d'Angleterre.                                     |           |
|          | Marie-Anne-Victoire de Savoie-Carignan (1683-1763)      | - Joseph-Frédéric de Saxe-Hildburghausen (mariage en 1738)                            | - Duchesse en Saxe (1738-1757) | - Princesse de la maison de Savoie-Carignan. Fille de Louis-Thomas de Savoie-Carignan et d'Uranie de La Cropte de Beauvais.      |           |
|          | Marie-Adélaïde de Savoie (1685-1712)                    | - Louis de France (mariage en 1697)                                                   | - Duchesse de Bourgogne (1697-1711) - Dauphine de France (1711-1712) | - Princesse de la maison de Savoie. Fille de Victor-Amédée II de Savoie et d'Anne-Marie d'Orléans.                               |           |
|          | Marie-Louise Gabrielle de Savoie (1688-1714)            | - Philippe V d'Espagne (mariage en 1701)                                              | - Reine d'Espagne et duchesse de Milan (1701-1714) - Reine de Naples, de Sardaigne et de Sicile (1701-1713) - Souveraine des Pays-Bas (1701-1710) | - Princesse de la maison de Savoie. Fille de Victor-Amédée II de Savoie et d'Anne-Marie d'Orléans.                               |           |
|          | Marie-Victoire de Savoie (1690-1766)                    | - Victor-Amédée Ier de Savoie-Carignan (mariage en 1714)                              | - Marquise de Suse (par apanage, 1701-1766) - Princesse de Carignan (1714-1741) | - Princesse de la maison de Savoie. Fille légitimée de Victor-Amédée II de Savoie et de Jeanne-Baptiste d'Albert de Luynes.      |           |
|          | Marie-Thérèse de Liechtenstein (1694-1772)              | - Emmanuel-Thomas de Savoie-Carignan (mariage en 1713)                                | - Comtesse de Soissons (1713-1729) | - Princesse de la maison de Liechtenstein. Fille de Jean-Adam Ier de Liechtenstein et d'Edmunda Maria Theresia de Dietrichstein. |           |

## Nobles auXVIIIesiècle
À la suite du traité d'Utrecht, Victor-Amédée II est fait roi de Sicile (1713-1720), puis roi de Sardaigne (1720-1730).
| Portrait | Nom (dates)                                                   | Conjoint(s)                                                                                          | Titres | Éléments biographiques | Armoiries |
| -------- | ------------------------------------------------------------- | --- | --- | --- | --------- |
|          | Anne-Christine de Palatinat-Soulzbach (1704-1723)             | - Charles-Emmanuel III de Sardaigne (mariage en 1722)                                                | - Princesse de Piémont (1722-1723) | - Princesse de la maison de Wittelsbach. Fille de Théodore-Eustache de Palatinat-Soulzbach et de Marie-Éléonore de Hesse-Rheinfels.            |           |
|          | Polyxène de Hesse-Rheinfels-Rotenbourg (1706-1735)            | - Charles-Emmanuel III de Sardaigne (mariage en 1724)                                                | - Princesse de Piémont (1724-1730) - Reine de Sardaigne (1730-1735)                                                                              | - Princesse de la maison de Hesse. Fille d'Ernest-Léopold de Hesse-Rheinfels-Rotenbourg et d'Éléonore de Lowenstein-Wertheim.                  |           |
|          | Élisabeth-Thérèse de Lorraine (1711-1741)                     | - Charles-Emmanuel III de Sardaigne (mariage en 1737)                                                | - Reine de Sardaigne (1737-1741) | - Princesse de la maison de Lorraine. Fille de Léopold Ier de Lorraine et d'Élisabeth-Charlotte d'Orléans.                                     |           |
|          | Anne-Thérèse de Savoie-Carignan (1717-1745)                   | - Charles de Rohan-Soubise (mariage en 1741)                                                         | - Princesse de Soubise (1741-1745) | - Princesse de la maison de Savoie-Carignan. Fille de Victor-Amédée Ier de Savoie-Carignan et de Marie-Victoire de Savoie.                     |           |
|          | Christine-Henriette de Hesse-Rheinfels-Rotenbourg (1717-1778) | - Louis-Victor de Savoie-Carignan (mariage en 1740)                                                  | - Princesse de Carignan (1741-1778) | - Princesse de la maison de Hesse. Fille d'Ernest-Léopold de Hesse-Rheinfels-Rotenbourg et d'Éléonore de Lowenstein-Wertheim.                  |           |
|          | Éléonore de Savoie (1728-1781)                                | | | - Princesse de la maison de Savoie. Fille de Charles-Emmanuel III de Sardaigne et de Polyxène de Hesse-Rheinfels-Rotenbourg.                   |           |
|          | Marie-Louise de Savoie (1729-1767)                            | | | - Princesse de la maison de Savoie. Fille de Charles-Emmanuel III de Sardaigne et de Polyxène de Hesse-Rheinfels-Rotenbourg.                   |           |
|          | Marie-Antoinette d'Espagne (1729-1785)                        | - Victor-Amédée III de Sardaigne (mariage en 1750)                                                   | - Infante d'Espagne (1729-1750) - Princesse de Piémont (1750-1773) - Reine de Sardaigne (1773-1785)                                              | - Princesse de la maison de Bourbon. Fille de Philippe V d'Espagne et d'Élisabeth Farnèse.                                                     |           |
|          | Marie-Félicitée de Savoie (1730-1801)                         | | | - Princesse de la maison de Savoie. Fille de Charles-Emmanuel III de Sardaigne et de Polyxène de Hesse-Rheinfels-Rotenbourg.                   |           |
|          | Léopoldine de Savoie-Carignan (1744-1807)                     | - Andrea IV Doria-Pamphilj-Landi (mariage en 1767)                                                   | - Princesse de Melfi (1767-1807) | - Princesse de la maison de Savoie-Carignan. Fille de Louis-Victor de Savoie-Carignan et de Christine-Henriette de Hesse-Rheinfels-Rotenbourg. |           |
|          | Marie-Thérèse-Louise de Savoie-Carignan (1749-1792)           | - Louis-Alexandre de Bourbon (mariage en 1767)                                                       | - Princesse de Lamballe (1767-1768) - Surintendante de la Maison de la Reine (1775-1791)                                                         | - Princesse de la maison de Savoie-Carignan. Fille de Louis-Victor de Savoie-Carignan et de Christine-Henriette de Hesse-Rheinfels-Rotenbourg. |           |
|          | Joséphine de Lorraine (1753-1797)                             | - Victor-Amédée II de Savoie-Carignan (mariage en 1768)                                              | - Princesse de Carignan (1778-1780) | - Princesse de la maison de Guise. Fille de Louis-Charles de Lorraine et de Louise-Julie-Constance de Rohan-Rochefort.                         |           |
|          | Marie-Joséphine de Savoie (1753-1810)                         | - Louis Stanislas Xavier de France (mariage en 1771)                                                 | - Comtesse de Provence et duchesse de Vendôme (1771-1792) - Duchesse d'Alençon (1774-1792) - Épouse du prétendant au trône de France (1795-1810) | - Princesse de la maison de Savoie. Fille de Victor-Amédée III de Sardaigne et de Marie-Antoinette d'Espagne.                                  |           |
|          | Marie-Thérèse de Savoie (1756-1805)                           | - Charles-Philippe de France (mariage en 1773)                                                       | - Comtesse d’Artois (1773-1792) | - Princesse de la maison de Savoie. Fille de Victor-Amédée III de Sardaigne et de Marie-Antoinette d'Espagne.                                  |           |
|          | Marie-Anne de Savoie (1757-1824)                              | - Benoît de Savoie (mariage en 1775)                                                                 | - Duchesse de Chablais (1775-1824) | - Princesse de la maison de Savoie. Fille de Victor-Amédée III de Sardaigne et de Marie-Antoinette d'Espagne.                                  |           |
|          | Clotilde de France (1759-1802)                                | - Charles-Emmanuel IV de Sardaigne (mariage en 1775)                                                 | - Fille de France (1759-1775) - Princesse de Piémont (1775-1796) - Reine de Sardaigne (1796-1802)                                                | - Princesse de la maison de Bourbon. Fille de Louis de France et de Marie-Josèphe de Saxe.                                                     |           |
|          | Marie-Caroline de Savoie (1764-1782)                          | - Antoine Ier de Saxe (mariage en 1781)                                                              | - Princesse héritière de l'électorat de Saxe (1781-1782)                                                                                         | - Princesse de la maison de Savoie. Fille de Victor-Amédée III de Sardaigne et de Marie-Antoinette d'Espagne.                                  |           |
|          | Marie-Christine de Saxe (1770-1851)                           | - Charles-Emmanuel de Savoie-Carignan (mariage en 1797) - Jules Maximilien Thibaut (mariage en 1810) | - Princesse de Carignan (1797-1800) - Princesse de Montléard (1810-1851)                                                                         | - Princesse de la maison de Wettin. Fille de Charles-Christian de Saxe et de Franciszka Krasińska.                                             |           |
|          | Marie-Thérèse d'Autriche-Este (1773-1832)                     | - Victor-Emmanuel Ier de Savoie (mariage en 1789)                                                    | - Archiduchesse d'Autriche (1773-1789) - Reine de Sardaigne (1789-1821)                                                                          | - Princesse de la maison de Habsbourg-Este. Fille de Ferdinand d'Autriche-Este et de Marie-Béatrice d'Este.                                    |           |
|          | Marie-Christine de Bourbon-Siciles (1779-1849)                | - Charles-Félix de Savoie (mariage en 1807)                                                          | - Duchesse de Genevois (1807-1821) - Reine de Sardaigne (1821-1831)                                                                              | - Princesse de la maison de Bourbon-Siciles. Fille de Ferdinand Ier des Deux-Siciles et de Marie-Caroline d'Autriche.                          |           |
|          | Marie-Béatrice de Savoie (1792-1840)                          | - François IV de Modène (mariage en 1812)                                                            | - Duchesse de Modène et de Reggio (1814-1840) - Duchesse de Massa et princesse de Carrare (1829-1840)                                            | - Princesse de la maison de Savoie. Fille de Victor-Emmanuel Ier de Savoie et de Marie-Thérèse d'Autriche-Este.                                |           |

## Nobles auXIXesiècle
| Portrait | Nom (dates)                                       | Conjoint(s)                                                                    | Titres | Éléments biographiques | Armoiries |
| -------- | ------------------------------------------------- | ------------------------------------------------------------------------------ | --- | --- | --------- |
|          | Elisabeth de Savoie-Carignan (1800-1856)          | - Rainier d'Autriche (mariage en 1820)                                         | - Archiduchesse d'Autriche (1820-1853) - Vice-reine de Lombardie-Vénétie (1820-1848)                       | - Princesse de la maison de Savoie-Carignan. Fille de Charles-Emmanuel de Savoie-Carignan et de Marie-Christine de Saxe.                |           |
|          | Marie-Thérèse de Habsbourg-Toscane (1801-1855)    | - Charles-Albert de Sardaigne (mariage en 1817)                                | - Princesse de Carignan (1817-1831) - Reine de Sardaigne (1831-1849)                                       | - Princesse de la maison de Habsbourg-Lorraine. Fille de Ferdinand III de Toscane et de Louise de Bourbon-Siciles.                      |           |
|          | Marie-Thérèse de Savoie (1803-1879)               | - Charles II de Parme (mariage en 1820)                                        | - Duchesse de Lucques (1824-1847) - Duchesse de Parme et de Plaisance (1847-1849)                          | - Princesse de la maison de Savoie. Fille de Victor-Emmanuel Ier de Sardaigne et de Marie-Thérèse d'Autriche-Este.                      |           |
|          | Marie-Anne de Sardaigne (1803-1884)               | - Ferdinand Ier d'Autriche (mariage en 1831)                                   | - Impératrice consort d'Autriche, reine consort de Hongrie, de Bohême et de Lombardie-Vénétie (1835-1848)  | - Princesse de la maison de Savoie. Fille de Victor-Emmanuel Ier de Sardaigne et de Marie-Thérèse d'Autriche-Este.                      |           |
|          | Marie-Gabrielle de Savoie-Villafranca (1811-1837) | - Victor-Emmanuel-Camille IX d'Arsoli (mariage en 1827)                        | | - Princesse de la maison de Savoie-Carignan. Fille de Joseph-Marie de Savoie-Villafranca et de Pauline-Bénédicte de Quélen de Vauguyon. |           |
|          | Marie-Christine de Savoie (1812-1836)             | - Ferdinand II des Deux-Siciles (mariage en 1832)                              | - Reine des Deux-Siciles (1832-1836)                                                                       | - Princesse de la maison de Savoie. Fille de Victor-Emmanuel Ier de Sardaigne et de Marie-Thérèse d'Autriche-Este.                      |           |
|          | Marie de Savoie-Villafranca (1814-1874)           | - Léopold de Bourbon-Siciles (mariage en 1837)                                 | - Comtesse de Syracuse (1837-1860) - Vice-reine de Sicile (1853-1854)                                      | - Princesse de la maison de Savoie-Carignan. Fille de Joseph-Marie de Savoie-Villafranca et de Pauline-Bénédicte de Quélen de Vauguyon. |           |
|          | Adélaïde de Habsbourg-Lorraine (1822-1855)        | - Victor-Emmanuel II d'Italie (mariage en 1842)                                | - Archiduchesse d'Autriche (1822-1842) - Princesse de Piémont (1842-1849) - Reine de Sardaigne (1849-1855) | - Princesse de la maison de Habsbourg-Lorraine. Fille de Rainier d'Autriche et d'Élisabeth de Savoie-Carignan.                          |           |
|          | Élisabeth de Saxe (1830-1912)                     | - Ferdinand de Savoie (mariage en 1850) - Nicolas de Rapallo (mariage en 1856) | - Duchesse de Gênes (1850-1855) - Marquise de Rapallo (1856-1882)                                          | - Princesse de la maison de Wettin. Fille de Jean Ier de Saxe et d'Amélie de Bavière.                                                   |           |
|          | Marie-Clotilde de Savoie (1843-1911)              | - Napoléon-Jérôme Bonaparte (mariage en 1859)                                  | - Princesse de Savoie (1843-1859) - Princesse Napoléon (1859-1891)                                         | - Princesse de la maison de Savoie. Fille de Victor-Emmanuel II d'Italie et d'Adélaïde de Habsbourg-Lorraine.                           |           |
|          | Maria Vittoria dal Pozzo (1847-1876)              | - Amédée Ier d'Espagne (mariage en 1867)                                       | - Duchesse d'Aoste (1867-1876) - Reine d'Espagne (1870-1873)                                               | - Princesse de la Famille dal Pozzo. Fille de Charles Emmanuel dal Pozzo et de Louise de Mérode-Westerloo.                              |           |
|          | Maria-Pia de Savoie (1847-1911)                   | - Louis Ier de Portugal (mariage en 1862)                                      | - Princesse de Savoie (1847-1862) - Reine consort de Portugal (1862-1889)                                  | - Princesse de la maison de Savoie. Fille de Victor-Emmanuel II d'Italie et d'Adélaïde de Habsbourg-Lorraine.                           |           |
|          | Marguerite de Savoie (1851-1926)                  | - Humbert Ier d'Italie (mariage en 1868)                                       | - Princesse de Savoie (1851-1868) - Princesse de Piémont (1868-1878) - Reine d'Italie (1878-1900)          | - Princesse de la maison de Savoie. Fille de Ferdinand de Savoie et d'Élisabeth de Saxe.                                                |           |
|          | Élisabeth de Bavière (1863-1924)                  | - Thomas de Savoie-Gênes (mariage en 1883)                                     | - Princesse de Bavière (1863-1883) - Duchesse de Gênes (1883-1924)                                         | - Princesse de la maison de Wittelsbach. Fille d'Adalbert de Bavière et d'Amélie d’Espagne.                                             |           |
|          | Marie-Laetitia Bonaparte (1866-1926)              | - Amédée Ier d'Espagne (mariage en 1888)                                       | - Princesse impériale de France (1866-1870) - Duchesse d'Aoste (1888-1890)                                 | - Princesse de la maison Bonaparte. Fille de Napoléon-Jérôme Bonaparte et de Marie-Clotilde de Savoie.                                  |           |
|          | Hélène d'Orléans (1871-1951)                      | - Emmanuel-Philibert de Savoie (mariage en 1895)                               | - Princesse d'Orléans (1871-1895) - Duchesse d'Aoste (1895-1931)                                           | - Princesse de la maison d’Orléans. Fille de Philippe d'Orléans de Marie-Isabelle d'Orléans.                                            |           |
|          | Hélène de Monténégro (1873-1952)                  | - Victor-Emmanuel III d'Italie (mariage en 1896)                               | - Princesse de Monténégro (1873-1896) - Princesse de Naples (1896-1900) - Reine d'Italie (1900-1946)       | - Princesse de la maison Petrović-Njegoš. Fille de Nicolas Ier de Monténégro et de Milena Vukotic.                                      |           |
|          | Marie-Bonne de Savoie-Gênes (1896-1971)           | - Conrad de Bavière (mariage en 1921)                                          | - Princesse de Savoie (1896-1921) - Princesse de Bavière (1921-1969)                                       | - Princesse de la maison de Savoie. Fille de Thomas de Savoie-Gênes et d'Élisabeth de Bavière.                                          |           |

## Nobles auXXesiècle
| Portrait | Nom (dates)                                | Conjoint(s)                                                                                            | Titres | Éléments biographiques | Armoiries |
| -------- | ------------------------------------------ | --- | --- | --- | --------- |
|          | Yolande-Marguerite de Savoie (1901-1986)   | - Giorgio Carlo Calvi di Bergolo (mariage en 1923)                                                     | - Princesse de Savoie (1901-1923) - Comtesse de Bergolo (1923-1977)                                                                                       | - Princesse de la maison de Savoie. Fille de Victor-Emmanuel III d'Italie et d'Hélène de Monténégro.                          |           |
|          | Mafalda de Savoie (1902-1944)              | - Philippe de Hesse-Cassel (mariage en 1925)                                                           | - Princesse de Savoie (1902-1925) - Princesse héritière de Hesse (1925-1940) - Landgravine titulaire de Hesse (1940-1944)                                 | - Princesse de la maison de Savoie. Fille de Victor-Emmanuel III d'Italie et d'Hélène de Monténégro.                          |           |
|          | Irène de Grèce (1904-1974)                 | - Tomislav II de Croatie (mariage en 1939)                                                             | - Princesse de Grèce et de Danemark (1904-1939) - Duchesse de Spolète (1939-1942) - Reine titulaire de Croatie (1941-1943) - Duchesse d'Aoste (1942-1946) | - Princesse de la maison de Glücksbourg. Fille de Constantin Ier de Grèce et de Sophie de Prusse.                             |           |
|          | Marie-Adélaïde de Savoie-Gênes (1904-1979) | - Leone Massimo d'Arsoli (mariage en 1935)                                                             | - Princesse de Savoie (1904-1935) - Princesse d'Arsoli (1935-1979)                                                                                        | - Princesse de la maison de Savoie. Fille de Thomas de Savoie-Gênes et d'Élisabeth de Bavière.                                |           |
|          | Marie-José de Belgique (1906-2001)         | - Humbert II d'Italie (mariage en 1930)                                                                | - Princesse de Belgique (1906-1930) - Princesse de Piémont (1930-1946) - Reine d'Italie (1946)                                                            | - Princesse de la maison de Belgique. Fille d'Albert Ier de Belgique et d'Élisabeth en Bavière.                               |           |
|          | Anne d'Orléans (1906-1986)                 | - Amédée de Savoie-Aoste (mariage en 1927)                                                             | - Princesse d'Orléans (1906-1927) - Duchesse des Pouilles (1927-1931) - Duchesse d'Aoste (1931-1942) - Vice-reine d'Éthiopie (1937-1942)                  | - Princesse de la maison d’Orléans. Fille de Jean d'Orléans et d'Isabelle d'Orléans.                                          |           |
|          | Jeanne de Savoie (1907-2000)               | - Boris III de Bulgarie (mariage en 1930)                                                              | - Princesse de Savoie (1907-1930) - Reine de Bulgarie (1930-1943)                                                                                         | - Princesse de la maison de Savoie. Fille de Victor-Emmanuel III d'Italie et d'Hélène de Monténégro.                          |           |
|          | Lucia de Bourbon-Siciles (1908-2001)       | - Eugène de Savoie-Gênes (mariage en 1938)                                                             | - Duchesse d'Ancône (1938-1990) - Duchesse de Gênes (1990-1996)                                                                                           | - Princesse de la maison de Bourbon-Siciles. Fille de Ferdinand-Pie de Bourbon-Siciles et de Marie de Bavière.                |           |
|          | Marie-Françoise de Savoie (1914-2001)      | - Louis de Bourbon-Parme (mariage en 1939)                                                             | - Princesse de Savoie (1914-1939) - Princesse de Bourbon-Parme (1939-1967)                                                                                | - Princesse de la maison de Savoie. Fille de Victor-Emmanuel III d'Italie et d'Hélène de Monténégro.                          |           |
|          | Margherita de Savoie-Aoste (1930-2022)     | - Robert d'Autriche-Este (mariage en 1953)                                                             | - Princesse de Savoie (1930-1946) - Archiduchesse d'Autriche-Este (1953-1996)                                                                             | - Princesse de la maison de Savoie. Fille d'Amédée de Savoie-Aoste et d'Anne d'Orléans.                                       |           |
|          | Marie-Christine de Savoie-Aoste (1933-)    | - Casimir de Bourbon (mariage en 1967)                                                                 | - Princesse de Savoie (1933-1946) - Princesse des Deux-Siciles (1967-)                                                                                    | - Princesse de la maison de Savoie. Fille d'Amédée de Savoie-Aoste et d'Anne d'Orléans.                                       |           |
|          | Maria-Pia de Savoie (1934-)                | - Alexandre de Yougoslavie (mariage en 1955) - Michel de Bourbon-Parme (mariage en 2003)               | - Princesse de Savoie (1934-1946) - Princesse de Yougoslavie et de Serbie (1955-1967) - Princesse de Bourbon-Parme (2003-2018)                            | - Princesse de la maison de Savoie. Fille d'Humbert III d'Italie et de Marie-José de Belgique.                                |           |
|          | Marina Ricolfi Doria (1935-)               | - Victor-Emmanuel de Savoie (mariage en 1971)                                                          | - Princesse de Naples (1971-) | - Fille de René Ricolfi Doria et d'Iris Benvenuti.                                                                            |           |
|          | Marie-Gabrielle de Savoie (1940-)          | - Robert Zellinger de Balkany (mariage en 1969)                                                        | - Princesse de Savoie (1940-1946) | - Princesse de la maison de Savoie. Fille d'Humbert III d'Italie et de Marie-José de Belgique.                                |           |
|          | Marie-Béatrice de Savoie (1943)            | - Luis Rafael Reyna Corvalán y Dillon (mariage en 1970)                                                | - Princesse de Savoie (1943-1946) | - Princesse de la maison de Savoie. Fille d'Humbert III d'Italie et de Marie-José de Belgique.                                |           |
|          | Marie-Isabelle de Savoie-Gênes (1943-)     | - Alberto Frioli (mariage en 1971)                                                                     | - Princesse de Savoie (1943-1946) | - Princesse de la maison de Savoie. Fille d'Eugène de Savoie-Gênes et de Lucia de Bourbon-Siciles.                            |           |
|          | Claude d'Orléans (1943-)                   | - Amédée de Savoie-Aoste (mariage en 1964)                                                             | - Princesse d'Orléans (1943-1964 puis 1982-) - Duchesse d'Aoste (1964-1982)                                                                               | - Princesse de la maison d’Orléans. Fille d'Henri d'Orléans et d'Isabelle d'Orléans-Bragance.                                 |           |
|          | Silvia Paternò di Spedalotto (1953-)       | - Amédée de Savoie-Aoste (mariage en 1987)                                                             | - Duchesse d'Aoste (1987-2021) | - Princesse de la maison de Paternò di Spedalotto. Fille de Vincenzo Paternò di Spedalotto et de Rosanna Bellardo e Ferraris. |           |
|          | Bianca de Savoie-Aoste (1966-)             | - Giberto Arrivabene-Valenti-Gonzaga (mariage en 1988)                                                 | - Comtesse Arrivabene-Valenti-Gonzaga (1988-) | - Princesse de la maison de Savoie. Fille d'Amédée de Savoie-Aoste et de Claude d'Orléans.                                    |           |
|          | Clotilde Courau (1969-)                    | - Emmanuel-Philibert de Savoie (mariage en 2003)                                                       | - Princesse du Piémont et de Venise (2003-) | - Fille de Jean-Claude Courau et de Catherine du Pontavice.                                                                   |           |
|          | Mafalda de Savoie-Aoste (1969-)            | - Alessandro Ruffo di Calabria (mariage en 1993) - Francesco Lombardo di San Chirico (mariage en 2001) | - Princesse Ruffo di Calabria (1993-2000) - Baronne Lombardo di San Chirico (2001-)                                                                       | - Princesse de la maison de Savoie. Fille d'Amédée de Savoie-Aoste et de Claude d'Orléans.                                    |           |
|          | Olga de Grèce (1971-)                      | - Aimon de Savoie-Aoste (mariage en 2008)                                                              | - Princesse de Grèce et de Danemark (1971-2008) - Duchesse des Pouilles (2008-2021) - Duchesse d'Aoste (2021-)                                            | - Princesse de la maison de Glücksbourg. Fille de Michel de Grèce et de Marina Karella.                                       |           |

## Nobles auXXIesiècle
| Portrait | Nom (dates)                      | Titres                                              | Éléments biographiques                                                                                        |
| -------- | -------------------------------- | --------------------------------------------------- | --- |
|          | Vittoria de Savoie(2003)         | - Princesse de Carignan et marquise d'Ivrée (2019-) | - Princesse de la maison de Savoie. Fille d'Emmanuel-Philibert de Savoie et de Clotilde Courau.               |
|          | Ginevra de Savoie-Aoste (2006-)  |                                                     | - Princesse de la maison de Savoie. Fille hors-mariage d'Amédée de Savoie-Aoste et de Kyara van Ellinkhuizen. |
|          | Luisa de Savoie (2006-)          | - Princesse de Chieri et comtesse de Salemi (2019-) | - Princesse de la maison de Savoie. Fille d'Emmanuel-Philibert de Savoie et de Clotilde Courau.               |
|          | Isabella de Savoie-Aoste (2012-) |                                                     | - Princesse de la maison de Savoie. Fille d'Aimon de Savoie-Aoste et d'Olga de Grèce.                         |